# Navacepeda de Tormes
Navacepeda de Tormes es la capital del municipio de San Juan de Gredos (Ávila, España). Se encuentra en la sierra de Gredos. Desde 1975 forma parte del Ayuntamiento de San Juan de Gredos junto a La Herguijuela y San Bartolomé de Tormes.

## Clima
Navacepeda de Tormes tiene un clima Csb (templado con verano seco y templado) según la clasificación climática de Köppen.
| Parámetros climáticos promedio de Navacepeda de Tormes en el periodo 1965-2003                                                                                  | Parámetros climáticos promedio de Navacepeda de Tormes en el periodo 1965-2003 | Parámetros climáticos promedio de Navacepeda de Tormes en el periodo 1965-2003 | Parámetros climáticos promedio de Navacepeda de Tormes en el periodo 1965-2003 | Parámetros climáticos promedio de Navacepeda de Tormes en el periodo 1965-2003 | Parámetros climáticos promedio de Navacepeda de Tormes en el periodo 1965-2003 | Parámetros climáticos promedio de Navacepeda de Tormes en el periodo 1965-2003 | Parámetros climáticos promedio de Navacepeda de Tormes en el periodo 1965-2003 | Parámetros climáticos promedio de Navacepeda de Tormes en el periodo 1965-2003 | Parámetros climáticos promedio de Navacepeda de Tormes en el periodo 1965-2003 | Parámetros climáticos promedio de Navacepeda de Tormes en el periodo 1965-2003 | Parámetros climáticos promedio de Navacepeda de Tormes en el periodo 1965-2003 | Parámetros climáticos promedio de Navacepeda de Tormes en el periodo 1965-2003 | Parámetros climáticos promedio de Navacepeda de Tormes en el periodo 1965-2003 |
| Mes | Ene.                                                                           | Feb.                                                                           | Mar.                                                                           | Abr.                                                                           | May.                                                                           | Jun.                                                                           | Jul.                                                                           | Ago.                                                                           | Sep.                                                                           | Oct.                                                                           | Nov.                                                                           | Dic.                                                                           | Anual                                                                          |
| --- | ------------------------------------------------------------------------------ | ------------------------------------------------------------------------------ | ------------------------------------------------------------------------------ | ------------------------------------------------------------------------------ | ------------------------------------------------------------------------------ | ------------------------------------------------------------------------------ | ------------------------------------------------------------------------------ | ------------------------------------------------------------------------------ | ------------------------------------------------------------------------------ | ------------------------------------------------------------------------------ | ------------------------------------------------------------------------------ | ------------------------------------------------------------------------------ | ------------------------------------------------------------------------------ |
| Precipitación total (mm) | 82.2                                                                           | 75.2                                                                           | 53.1                                                                           | 63.9                                                                           | 68.1                                                                           | 40.3                                                                           | 13.6                                                                           | 19.0                                                                           | 41.3                                                                           | 85.5                                                                           | 103.1                                                                          | 83.1                                                                           | 728.5                                                                          |
| Fuente: Ministerio de Agricultura, Alimentación y Medio Ambiente. Datos de precipitación para el periodo 1965-2003 en Navacepeda de Tormes 4 de octubre de 2012 |                                                                                |                                                                                |                                                                                |                                                                                |                                                                                |                                                                                |                                                                                |                                                                                |                                                                                |                                                                                |                                                                                |                                                                                |                                                                                |

Cabe destacar el buen clima en los meses veraniegos, donde se puede disfrutar en el día de un baño refrescante en los ríos Tormes y Barbellido, mientras que la noche es muy fresca.

## Demografía
| Gráfica de evolución demográfica de Navacepeda de Tormes entre 1842 y 1970 |
| |
| Población de derecho según los censos de población del INE. Población de hecho según los censos de población del INE.Entre el censo de 1981 y el anterior, este municipio desaparece porque se agrupa en el municipio San Juan de Gredos. |

## Economía y turismo
Navacepeda de Tormes se basa en el sector primario. La inmensa mayoría vive de la ganadería y la agricultura. En cuanto a la ganadería, la principal explotación es ganadería bovina extensiva. En cuanto a la agricultura, los principales productos son la patata, la manzana y las judías.
Por otro lado, cabe destacar el auge del turismo rural en los últimos años como consecuencia de la buena conservación de la naturaleza, lugares emblemáticos como el puente romano Pozo de las Paredes (con uso permitido para baño y un bar-restaurante cercano), la Plataforma de Gredos, y la iglesia románica en honor de San Juan Bautista con un retablo barroco. Como consecuencia de este auge, se ha experimentado un aumento en el número de casas rurales en el pueblo, así como la construcción de nuevas viviendas.

## La mano del Oso
Uno de los más reconocidos símbolos de Navacepeda de Tormes es la mano de un oso pardo que se encuentra en la puerta de la iglesia desde el siglo XV - XVI según revelaron las pruebas de Carbono 14. Cuenta la leyenda que un segador local fue atacado por un feroz oso pardo y al encomendarse al patrón del pueblo (San Juan Bautista) le cortó la mano de un certero golpe de guadaña y la llevó como ofrenda a la iglesia del pueblo en agradecimiento  al santo. En el siglo XX, el premio nobel de literatura Ernest Hemingway en su novela Por quién doblan las campanas menciona una iglesia con una mano de oso en la puerta de una iglesia, época en la que viajó por España, y se alojó en Barco de Ávila por lo que se presume que se trata de ésta.